# Namtumbo (huyện)
Namtumbo là một huyện thuộc vùng Ruvuma, Tanzania. Thủ phủ của huyện Namtumbo đóng tại Namtumbo. Huyện Namtumbo có diện tích ki lô mét vuông. Đến thời điểm điều tra dân số ngày 25 tháng 8 năm 2002, huyện Namtumbo có dân số 175051 người.